# Řešení hrubou silou
Řešení hrubou silou je způsob řešení problému či úlohy, při kterém se systematicky prochází celý prostor možných řešení problému. Jeho výhodou je nalezení opravdu nejlepšího řešení či případný důkaz o nemožnosti řešení problému. Jeho nevýhodou bývá velká složitost hledání, a tedy časová, případně paměťová náročnost algoritmu. Velmi často čas potřebný k nalezení řešení roste exponenciálně či dokonce s faktoriálem, takže i pro velmi malé prostory možných řešení je tato metoda v praxi nepoužitelná.
Někdy se jako řešení hrubou silou nesprávně označují také slovníkové útoky při prolamování hesel. Ty ale prohledávají již velmi zredukovaný prostor možných řešení a zároveň negarantují nalezení řešení.